# David Trone
David John Trone, född 21 september 1955, är en amerikansk företagsledare och demokratisk politiker. Han är delägare och tidigare president i USA:s största alkoholbutikskedja Total Wine & More samt sitter som ledamot i USA:s representanthus sedan den 3 januari 2019 där han representerar det sjätte distriktet i delstaten Maryland.
Trone avlade en kandidatexamen vid Furman University och en master of business administration vid Wharton School.